# 제임스 M. 케인
제임스 맬러헌 케인(James Mallahan Cain, 1892년 7월 1일 ~ 1977년 10월 27일) 은 미국의 언론인이며 소설가이다. 비록 본인은 그러한 분류를 싫어했지만, 대체로 미국 범죄소설의 하드보일드파에 속하며, 로망 누아르의 창시자의 한 사람으로 간주되고 있다.

## 생애 초기
메릴랜드주 아나폴리스(Annapolis)에서 아일랜드 가톨릭 이민가정에서 태어났다. 아버지는 유능한 교사였고 어머니는 오페라 가수였다. 어머니로부터 음악에 대한 사랑을 물려받았지만, 목소리가 가수로서는 흡족하지 않다는 어머니의 말을 듣고 가수가 되려는 꿈을 접었다. 1910년 워싱턴 대학 (Washington College)을 졸업한 후, 군에 입대하여 제1차 세계 대전의 막바지를 프랑스에서 군 잡지관련 글을 쓰면서 보냈다. 미국으로 돌아와 저널리스트로서 일을 계속했으며, 〈The New Yorker〉의 편집자(managing editor)로서 잠깐 일한 후, 극작과 소설분야로 방향을 전환하였다.

## 경력
음악에 대한 사랑 특히 오페라에 대한 관심을 최소한 다음의 세 편의 소설에 반영하였다. 《세레나데》(Serenade), 《 Mildred Pierce》, 《Two Can Sing》. 세 번째 부인(Florence McBeth)은 은퇴한 오페라가수였다. 작가로서 성공한 것은 대체로 1930년대의 대공황 초기시절부터 2차 세계대전이 끝날 무렵까지였다. 소설의 무대는 주로 캘리포니아였으며, 주로 남자들이 악녀(femme fatale)와 사랑에 빠져들었다가 범죄에 얽히게 되고 결국 정부(情婦)로부터 배신당하는 줄거리를 갖는다. 자신의 작품을 두고 사람들이 내리는 평가에 대해 이렇게 말하였다. 
나는 터프하거나 하드보일드하거나 냉혹하거나 뭐라고 부르든 간에 다른 사람들이 나를 부르는 식으로 되려고 의식적인 노력을 쏟지 않는다. 단지 원하는 캐릭터대로 쓸 뿐이다. 들판이나 거리, 술집, 사무실의 보통 사람들이 쓰는 말이 내가 창조해낸 어떤 것보다 더 생생하다는 것을 결코 잊지 않는다. 이것에 충실하다면 나는 아주 적은 노력으로 최대의 효과를 얻을 수 있다.

케인의 동시대 인물이면서 빌리 와일더 감독과 영화 〈이중배상〉의 각본 작업을 함께한 레이먼드 챈들러는 자신이 케인과 비교되는 것을 좋아하지 않았다. 그는 1942년 자신의 출판업자(Alfred K. Knopf)의 부인에게 다음과 같은 불평의 글을 썼다. 
내가 거리의 악사를 쫓아다니는 원숭이처럼 더쉴 해미트나 케인의 주변을 맴돌지 않아도 되는 날이 오기를 고대합니다. 해미트라면 좋습니다. 나는 그에게 모두 주고 싶어요. 그가 하지 못한 일도 많이 있지만, 한 일만큼은 정말 대단했습니다. 하지만 케인이라면 ! 그가 만지는 것은 숫염소처럼 고약한 냄새가 납니다. 내가 정말 싫어하는 종류의 작가죠. 그런 사람들은 문학계의 쓰레기(offal)입니다. 더러운 것들을 소재로 삼았다는 점에서가 아니라 더러운 방식으로 썼다는 점에서 그렇다는 겁니다. 견고하고 깨끗하거나 시원한 맛이 전혀 없습니다. 문앞에 싸구려 화장품냄새가 진동하는 매음굴과 같나니까요. 내가 (어딜 봐서) 그렇게 들립니까? 

## 작품

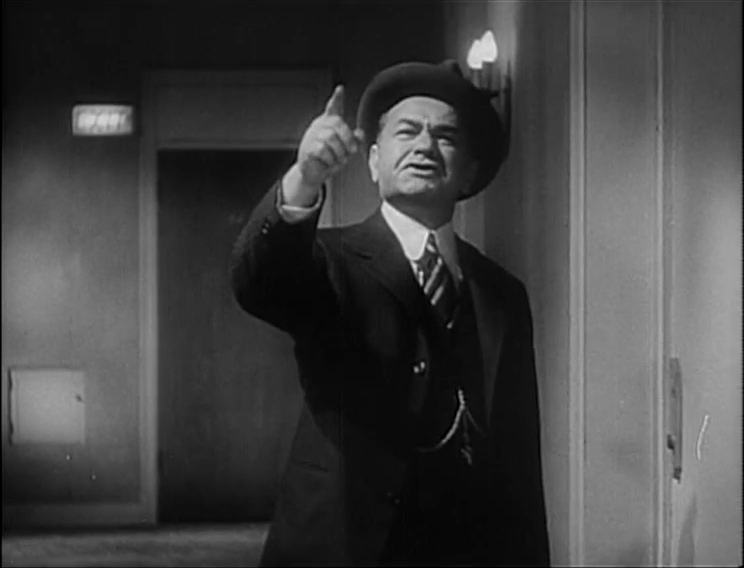
영화 《이중배상》의 한 장면.

- Our Government (1930)
- The Postman Always Rings Twice (1934)
- Serenade (1937)
- Mildred Pierce (1941)
- Love's Lovely Counterfeit (1942)
- Career in C Major and Other Stories (1943)
- Double Indemnity(1943) (최초 출간은 Liberty Magazine에 1936)
- The Embezzler (1944) (최초출간 제목은 Money and the Woman, Liberty Magazine에 1938)
- Past All Dishonor (1946)
- The Butterfly (1947)
- The Moth (1948)
- Sinful Woman (1948)
- Jealous Woman (1950)
- The Root of His Evil (1951)
- Galatea (1953)
- Mignon (1962)
- The Magician's Wife (1965)

## 같이 보기
- 필름 누아르
- 하드보일드